# Ravello
Ravello (Raviello in campano) è un comune italiano di 2 326 abitanti della provincia di Salerno in Campania.
Fa parte della costiera amalfitana (iscritta dal 1997 al patrimonio mondiale UNESCO), della quale costituisce un rinomato centro turistico e culturale. Conosciuta con l'appellativo di "Città della musica", è sede del Ravello Festival che si tiene nei giardini di Villa Rufolo e nell'auditorium Oscar Niemeyer.

## Geografia fisica

### Territorio
Ravello è situata sul pianoro in cima ad una ripida rupe all'altitudine di 350 m s.l.m. tra la vallata del fiume Dragone e quella del fiume Rheginna Minor.
Sovrasta Maiori e Minori e offre una famosa vista panoramica sul Mar Tirreno e sul golfo di Salerno.
- Classificazione sismica: zona 3 (sismicità bassa), Ordinanza PCM. 3274 del 20/03/2003.

### Clima
Data la particolare orografia, Ravello è abbastanza ventilata nelle calde estati del Sud Italia. In epoca fascista fu pubblicizzata come "stazione di cura e soggiorno"; proprio queste caratteristiche la lanciarono turisticamente nella prima metà del XX secolo.

## Storia
(Giovanni Boccaccio, Decameron - II giornata, IV novella)
Ravello fu fondata nel V secolo come luogo di rifugio al riparo delle incursioni dei barbari che segnarono la caduta dell'Impero romano d'Occidente. Le tracce archeologiche, anche se molto limitate, fanno pensare peraltro ad una frequentazione già in epoca classica con qualche villa, come se ne contano sulla costiera.
Secondo la leggenda, vi immigrarono alcuni patrizi amalfitani in seguito ad uno scontro tra più fazioni della classe alta amalfitana, che sfociò quasi in una guerra civile.

Un'altra tradizione riporta che la fondazione di Ravello, come per tutti gli altri centri della Costiera Amalfitana, risalga all’arrivo di un gruppo di nobili romani, giunti qui in seguito al naufragio della propria nave lungo le coste della Dalmazia, avvenuto mentre si recavano a Costantinopoli.
La storia di Ravello acquista maggiore consistenza documentaria a partire dalla creazione della Repubblica marinara di Amalfi il 1º settembre 839, quando tutto il territorio intorno al centro costiero si riunì in Ducato.
La cittadina crebbe in popolazione, prosperando con l'arte della lana e con il commercio verso il Mediterraneo e Bisanzio, e raggiunse il suo massimo splendore dal IX secolo, sotto la Repubblica marinara di Amalfi ed il Principato di Salerno.
La situazione mutò quando iniziò la semindipendenza del Ducato di Amalfi dal Regno Normanno (1073-1131), durante la quale i Normanni fornirono un continuo sostegno alle famiglie ravellesi più influenti per assicurarsi un maggior controllo sulla nobiltà amalfitana.
Proprio in questo periodo, al governo fu preposto uno stratigoto autonomo per la città di Ravello e per volere del normanno Ruggero, figlio di Roberto il Guiscardo, Ravello divenne sede vescovile nel 1086, direttamente dipendente dalla Santa Sede, ancora per contrastare la potente Amalfi.
Durante il periodo normanno, due episodi, entrambi dovuti all'attacco di Pisa, interessarono l'intero Ducato e costituirono un momento di crisi: nel 1135 quando i pisani furono tuttavia fermati dalla poderosa costruzione difensiva di Fratte sul monte Brusara e dall'arrivo delle forze di Ruggiero; nel 1137 quando invece, entrati nella città come alleati, di notte e a tradimento i pisani misero Ravello a ferro e fuoco.
L'epoca sveva (1194–1266) vide l'appoggio a Federico II delle maggiori famiglie locali (i Rogadeo, i Frezza, i Bove e i Rufolo), che ne riceverono incarichi prestigiosi presso la corte.
L'epoca angioina (1266-1398: infeudazione del Ducato amalfitano) registrò la crisi più dura per l’intero territorio: il ventennio segnato dalla guerra del Vespro, scoppiata nel 1282, influenzò negativamente l'economia del Ducato, basata soprattutto sui commerci marittimi.

Da questo momento per Ravello ebbe inizio il declino economico e demografico: alcune famiglie locali trasferirono i loro interessi commerciali verso la Puglia e, soprattutto durante la prima parte del periodo dell'infeudazione, la città fu funestata da lotte interne e più tardi anche con la vicina Scala.
A partire dal XIV secolo molte delle famiglie più importanti si trasferirono definitivamente a Napoli e dintorni, dove continuarono ad esercitare i commerci e gli incarichi presso la corte aragonese, anche se nel 1400 i patrizi ravellesi erano ancora molto attivi. Esempio ne erano i Rufolo, banchieri del Regno di Napoli, all'epoca potentissimi.
Il feudo amalfitano passò dalle mani dei Sanseverino fino a quelle dei Piccolomini di Siena nel 1583, ma non tutti gli abitanti lasciarono la natia Ravello. Nel 1583, infatti, anche numerosi nobili Ravellesi parteciparono al riscatto del territorio amalfitano dal dominio feudale pagando a Maria d'Avalos (vedova di Giovanni Piccolomini), che aveva messo in vendita il Ducato, i 216 ducati aurei richiesti: la popolazione della Costa acquistò il possesso facendo divenire questa parte del territorio demanio reale.
Gli storici locali tacciono sui periodi posteriori al riscatto del territorio da parte degli abitanti, quasi che si fosse esaurito il ruolo della cittadina nelle vicende storiche ma, nonostante la crisi determinata dall'allontanamento di molte famiglie da questi luoghi, essi continuarono a vivere e a partecipare alla storia dei secoli successivi.
Il decennio napoleonico produsse anche a Ravello ricadute positive e negative. Tra queste ultime, la riduzione dei siti religiosi e la soppressione di alcuni cenacoli monastici tra i più antichi e attivi del territorio; tra le positive, l'attuazione di opere pubbliche che, tuttavia, non progredivano per mancanza di fondi pubblici: le avrebbero poi completate, dopo il congresso di Vienna, le autorità monarchiche dei Borbone, che godevano di ricchissime finanze, ed anche le autorità municipali con il finanziamento dei nobili locali, rientrati dall'esilio. 

Dal Municipio furono ristrutturate le rovine della fontana pubblica, con l'acquedotto dell'Acqua Sambucana; dai Francesi furono eseguiti lavori all'alveo del fiume Dragone per ridurne l'impetuosità e proteggere la sottostante Atrani dalle piene; dai Borbone fu costruita la strada costiera da Vietri verso Amalfi, che aprì al territorio un nuovo momento di fortuna, permettendo che così venisse scoperto dai viaggiatori europei.
Le vicende che accompagnarono l'unificazione dell'Italia videro anche il territorio di Ravello, sebbene marginalmente, interessato dal fenomeno del brigantaggio. Si registrò la presenza di qualche oppositore al potere politico, soprattutto sulle montagne al confine con Scala.
Riscoperta da intellettuali ed artisti, Ravello riacquistò la sua importanza come luogo turistico culturalmente elitario, dedicato all'ozio creativo. Oltre i vari nobili locali, la vita di Ravello vide lo stabilirsi nella cittadina di aristocratici stranieri, come il filantropo sir Francis Neville Reid dalla Scozia, e la visita di artisti come Richard Wagner che a Ravello s'ispirò per il suo Parsifal.
Sul finire della seconda guerra mondiale, Ravello divenne addirittura sede della corte di re Vittorio Emanuele III, arrivato da Brindisi. Egli risiedeva in Villa Episcopio, ospite del Principe di Sangro, e girava abitualmente nel paese senza scorta con Benedetto Croce. 

Avvennero in questo luogo la firma del passaggio di luogotenenza da Vittorio Emanuele III al figlio Umberto il 12 aprile del 1944, poi notificata a Napoli, ed il giuramento del Governo provvisorio, con sede a Salerno, che traghettò l'Italia verso la repubblica.
Dal secondo dopoguerra Ravello è sede del Festival della musica classica, inaugurato inizialmente per onorare la presenza del re, e si è sviluppata come uno dei maggiori poli di attrattiva turistica della zona.

### Simboli
Lo stemma del comune è d'argento, a tre fasce di rosso.
Il gonfalone è un drappo partito di rosso e d'azzurro riccamente ornato di ricami d'argento.

## Monumenti e luoghi d'interesse

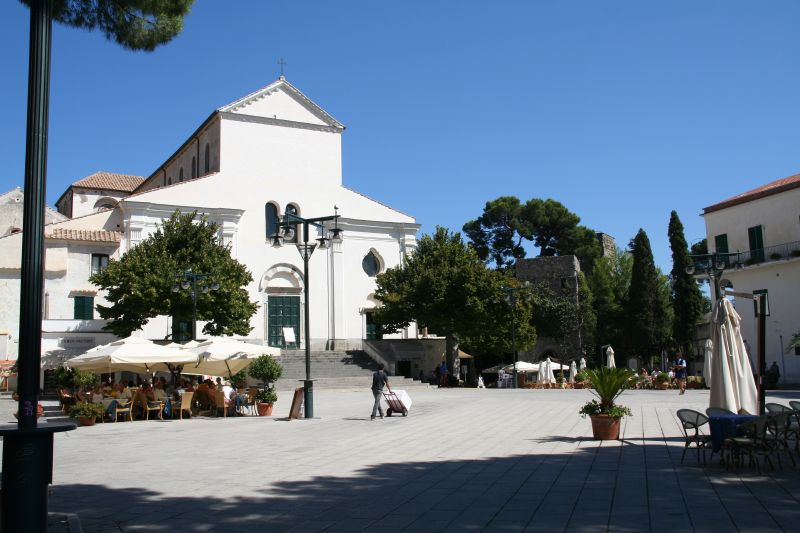
Piazza Duomo

### Architetture religiose
Per via della numerosa presenza nobiliare, nel Medioevo il territorio di Ravello raggiunse più di 100 tra chiese pubbliche e cappelle private; attualmente ne rimangono una trentina.
Nella città vi sono tre basiliche, triabsidate, dell'XI secolo, insistenti su chiese più antiche. Per ordine della soprintendenza tutte e tre sono state spogliate, durante il Novecento, della loro veste barocca e mostrano oggi la loro antica natura romanico-amalfitana.
- Duomo ed ex Cattedrale di Ravello di S.Maria Assunta. Inaugurato nel 1080, sede vescovile onoraria e sede di parrocchia; custodisce tra le altre reliquie l'ampolla miracolosa del sangue di san Pantaleone patrono, che presenta l'annuale fenomeno della liquefazione il 27 Luglio.
- Chiesa di San Giovanni del Toro: gemella a quella di Gradillo, era la chiesa dei nobili di Ravello.
- Chiesa di Santa Maria a Gradillo: gemella a quella del Toro, era la chiesa del popolo di Ravello.
- Chiesa di Santa Maria del Lacco: chiesa in stile barocco, sede di parrocchia, sita di fronte alla porta nord di Ravello.
- Chiesa di Sant'Agostino: originariamente costituita da tre diverse chiese, Sant'Elia, San Pantaleone e Sant'Adiutore, fu unita nel XV sec in un'unica struttura in tre navate dai Frati Agostiniani, che si erano intanto insediati nell'ex palazzo dei Rogadeo. Dopo secoli di rovina, la chiesa è stata ricostruita come Monumento ai Caduti.
- Chiesa di San Francesco: di costruzione gotica, ma rifatta nel XVIII secolo secondo lo stile barocco, annessa al vicino Convento francescano. Qui riposano i resti del Beato Bonaventura da Potenza, e pertanto la chiesa è oggetto di frequenti pellegrinaggi.
- Chiesa di Santa Chiara: Annessa al Monastero di Clausura delle Clarisse.
- Chiesa di Santa Maria dell'Ospedale: antichissimo eremo sito in una grotta, fu ampliata dalla famiglia Frezza per servire da cappella all'antistante Ospedale, che era un ospizio con una decina di posti per i poveri, i viandanti e i malati. Ivi era venerato un quadro di S.Michele Arcangelo oggi sito in Duomo. Appare in un dipinto di Escher.
- Chiesa di Sant'Andrea del Pendolo, di impianto basilicale, poi divenuta Villa Barluzzi.
- Chiesa della Santissima Annunziata: di impianto basilicale.
- Chiesa di Santa Maria delle Grazie: chiesa a pianta quadrangolare risalente all'XI secolo, in stile romanico, situata nella località Pendolo, esattamente sotto Villa Rufolo.
- Eremi di Santa Barbara
- Santuario dei Santi Cosma e Damiano: santuario storico di notevole devozione popolare ed oggetto di pellegrinaggi, risalente al XIV secolo, sito in frazione San Cosma.
- San Matteo, San Pietro e San Giovanni alla Costa, servono l'omonima frazione sita tra Ravello e Torello.
- Chiesa di Santa Maria della Pomice, sita in frazione Sambuco.
- Chiesa di San Michele Arcangelo a Torello.
- Chiesa di San Trifone, di impianto basilicale, era annessa all'omonimo monastero oggi scomparso e serve oggi da chiesa per il quartiere sorto intorno.
- Chiesa di San Martino, che attualmente delimita a nord il tessuto urbano di Ravello, serve oggi come chiesa del cimitero cittadino.
- Chiesa dei Santi Filippo e Giacomo a Castiglione.
- Cappella di Santa Maria della Rotonda: chiesa barocca di origini bizantine, situata sulla strada tra Ravello e Minori, custodisce all'interno una pregevole tela del costaiolo maiorese Gaetano Capone del 1868; è arricchita da decorazioni tardo-barocche sulla volta dell'edificio e all'interno della sagrestia.
- Chiesa di Santa Maria delle Grazie a Paradiso, sita in frazione Torello.

### Palazzi e conventi
I palazzi-fondaco delle antiche famiglie ravellesi nella maggior parte dei casi sono divenuti alberghi nell'ultimo secolo e mezzo.
La maggior parte sono siti nel rione Toro, seguendo lo sviluppo dell'abitato da Piazza Fontana verso sud, fino a Piazza Duomo. Nell'ordine si susseguono:
- Palazzo Rogadeo in Piazza Fontana: era il più antico fondaco di Ravello, poi divenuto monastero agostiniano dall'XI al XIX secolo, attuale hotel Bonadies.
- Palazzo Bove, oggi parte dell'hotel Caruso.
- Palazzo d'Afflitto, attuale hotel Caruso.
- Palazzo Sasso, ora divenuto Palazzo Avino, adibito anch'esso a funzione alberghiera.
- Palazzo Confalone, attuale hotel Palumbo.
- Palazzo Tolla, oggi sede del Municipio.
- Gli antichi archivi cittadini, di cui ora rimangono rovine che abbelliscono i giardini comunali.
- Villa Episcopio, in origine sede del vescovo. Fu poi di proprietà del principe di Sangro, che vi ospitò Wagner e poi re Vittorio Emanuele III quando il governo d'Italia era insediato a Salerno. La villa è stato il luogo della firma dell'atto di luogotenenza a favore di Umberto II. Attualmente il palazzo è adibito a museo mentre i suoi giardini sono pubblici.[16]

Alcuni sono siti invece a ovest del Toro, nel rione Gradillo, parallelo al Toro ma più basso. 
Nello stesso ordine:
- Palazzo Frezza, attualmente caserma dei carabinieri e casa privata.
- Palazzo della Marra, sui cui resti medievali furono costruiti due palazzi nel Rinascimento. Nelle grandi pareti vuote medievali fu fatta passare la strada in epoca fascista e fu aperto un arco di trionfo in onore della Patria.
- Palazzo Liberato, ora casa privata che ospita tuttora numerosi negozi al pian terreno.

Altri invece sono siti a sud di piazza Duomo, nel rione Trinità:
- Palazzo (villa) Rufolo (1270) in Piazza Duomo, famoso per i suoi giardini. Vi dimorava la più importante e potente famiglia di Ravello. Fu costruito da Nicola Rufolo, uno dei patrizi più ricchi del luogo. La Villa è menzionata dal Boccaccio nel Decameron. Attualmente ospita il Ravello Festival ed è visitabile.
- Convento di San Francesco (1211), fondato dal santo in persona mentre viaggiava verso la Terra Santa, fu casa del Beato Bonaventura da Potenza. È attivo, con 2 frati.
- Monastero della Trinità: ne rimangono le rovine.
- Monastero di S.Chiara.

### Architetture militari
- La Fortezza del Belvedere, antica rocca cittadina, ora divenuta ristorante dell'Hotel Caruso con piscina a sfioro.
- Le mura cittadine, in stile normanno, cingono tutto il centro urbano. Molte sono divenute abitazioni, altre non sono state toccate dall'urbanizzazione.
- La porta ed i torrioni, in stile angioino, del rione Lacco.
- I resti del castello di Brusara, nome dallo stratega che lo volle, sul monte omonimo. Da esso partiva una muraglia, teatro di una battaglia contro i Pisani, che arrivava fino al Castello Maggiore di Scala: ne rimangono i resti.
- I resti del castello di Fratte, sul passo che collega Ravello e Tramonti.
- La torre marittima dello Scarpariello, di epoca aragonese, sulla costa a Marmorata. Famosa perché ospitava gli intrattenimenti della corte reale, quando il re si rifugiò a Ravello.

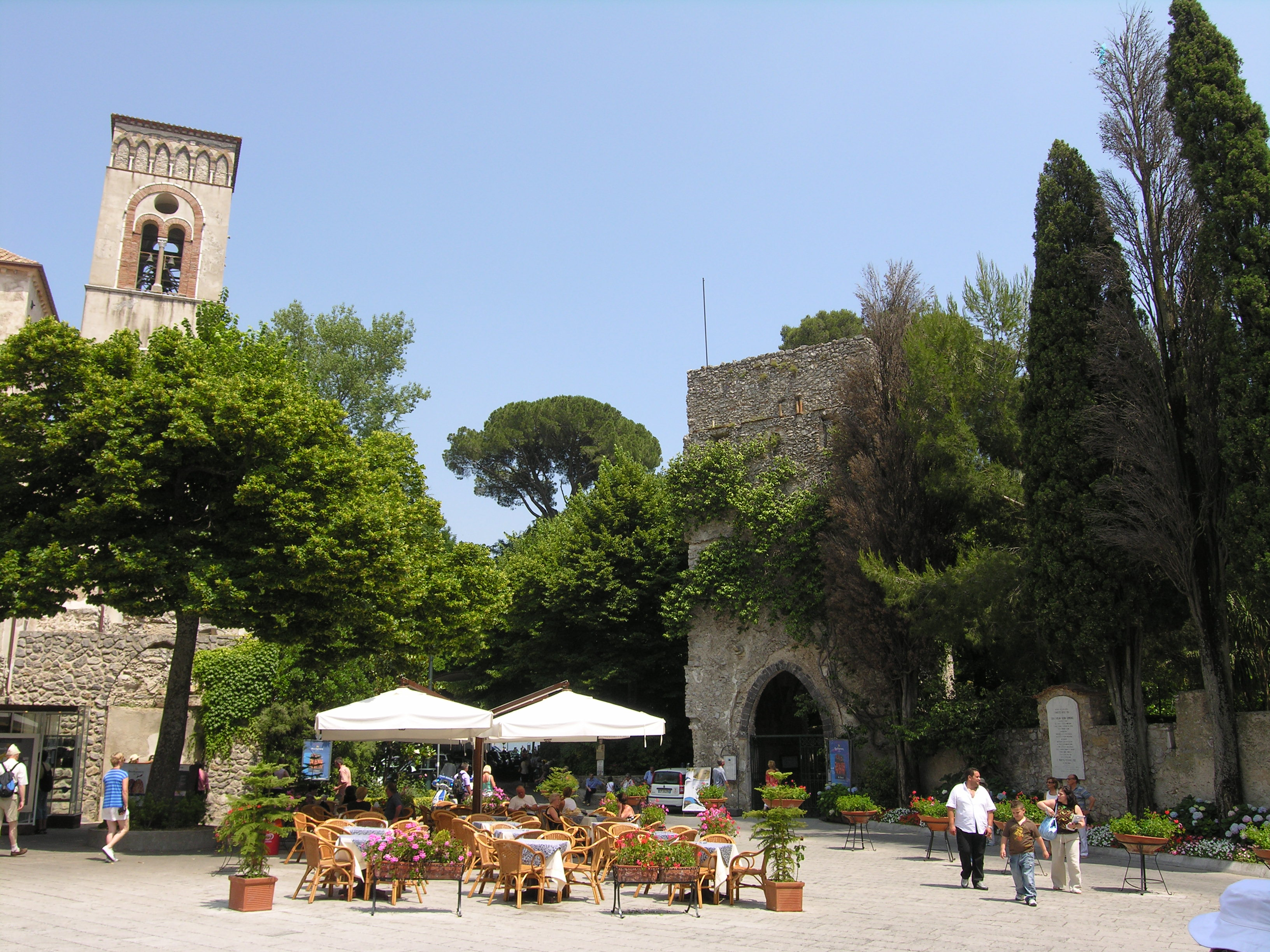
Torre d'ingresso a Villa Rufolo, Ravello, Piazza Duomo

### Altri monumenti e luoghi di interesse
- Il Museo "Camo" del corallo.

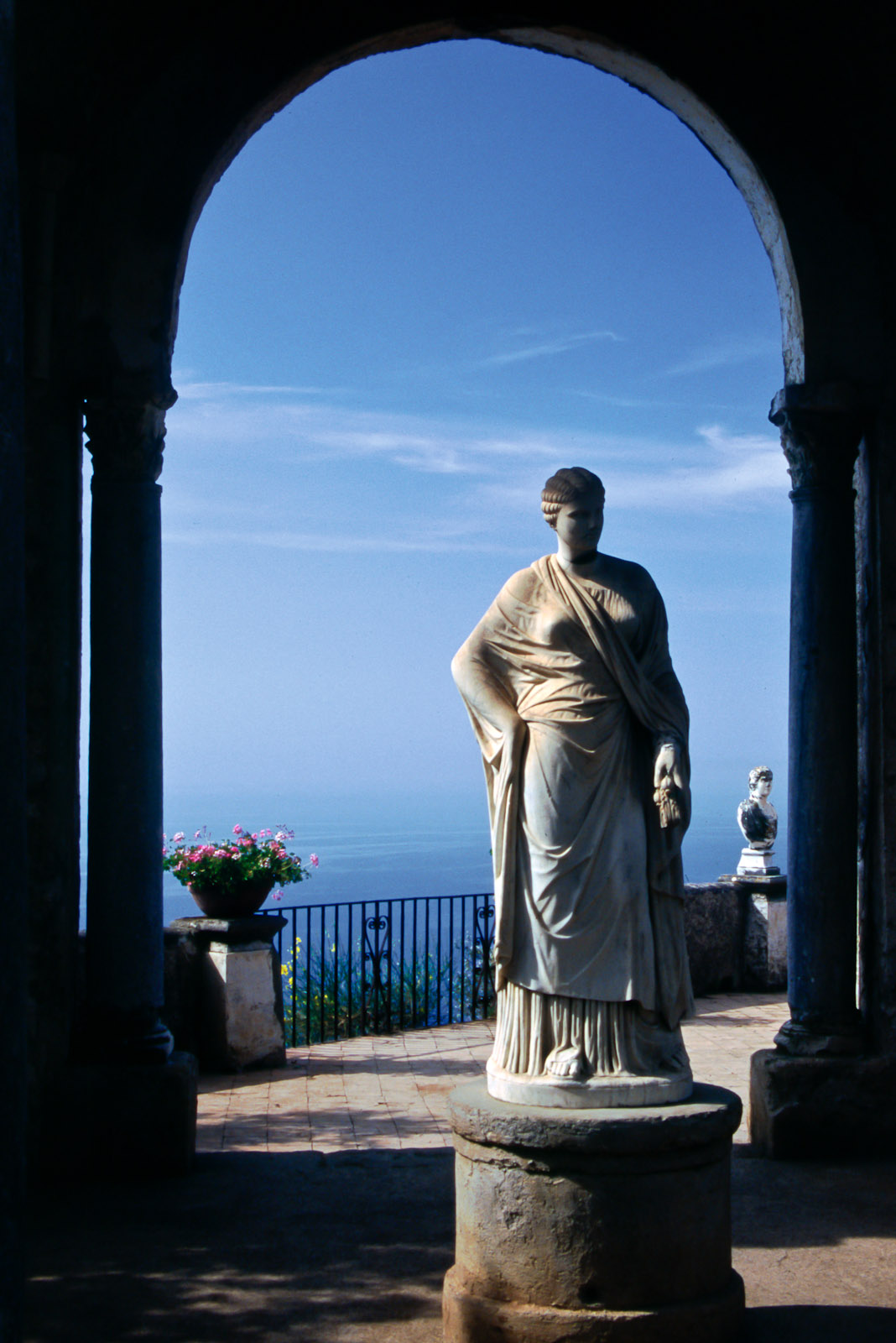
Belvedere di Villa Cimbrone, Cerere

- La Fontana Moresca, ricostruita nell'800 su rovine di fontana medioevale, prende acqua dalla sorgente Acqua Sambucana.
- Il Monumento ad Umberto I, in Piazza Fontana.
- I resti dell'antico ospedale medioevale di Ravello.
- Villa Cimbrone, palazzo eclettico realizzato nell'800.
- L'Auditorium, in stile moderno, ideato dall'architetto brasiliano Oscar Niemeyer.
- Villa La Rondinaia (The Swallow's Nest), costruita nel 1930.
- Il belvedere Principessa di Piemonte, prato all'inglese con vista, realizzato per la figlia del Re.

## Società

### Evoluzione demografica
Abitanti censiti

### Etnie e minoranze straniere
Al 31 dicembre 2020, a Ravello risultavano residenti 90 cittadini stranieri (circa il 3,6% della popolazione). Le due nazionalità principali sono a tale data quella bulgara (21) e quella ucraina (18).

### Religione
La maggioranza della popolazione è di religione cristiana di rito cattolico appartenente all'arcidiocesi di Amalfi-Cava de' Tirreni.
In precedenza, la città di Ravello era sede vescovile direttamente dipendente dalla Santa Sede (contrapposta con le altre sedi della Costiera, che dipendevano invece dall'arcivescovo di Amalfi). Anche la presenza monastica nel territorio è stata storicamente fiorente, ma attualmente rimangono in funzione due soli monasteri, quello dei Francescani e quello delle Clarisse.
Tra l'VIII e il XI secolo i monaci benedettini provenienti dal monastero di San Trifone di Ravello, edificarono a Sant'Egidio del Monte Albino il primo nucleo della futura abbazia di Santa Maria Maddalena in Armillis. La cittadina, posta presso il Valico di Chiunzi, è stata sotto la giurisdizione dell'abbazia ravellese fino al 1438.
È presente la confessione cristiana evangelica, della comunità Metodista (Unione delle Chiese Valdesi e Metodiste), con sede nell'agro nocerino.
È presente la confessione Calvinista.

### Istituzioni, enti e associazioni
- Presidio Ospedaliero di Castiglione di Ravello, già Ospedale Italia Giordano.
- Caserma dei Carabinieri
- Fondazione Ravello - ente pubblico per la gestione del patrimonio culturale cittadino; organizza il Ravello Festival[20].
- Centro Universitario Europeo per i Beni Culturali[21]
- Ravello in Scena - ente privato dedicato all'organizzazione della via Crucis vivente.

## Cultura

### Istruzione
A Ravello ci sono le scuole statali fino alle secondarie di primo grado: Istituto comprensivo Ravello-Scala.
È attivo, come ricerca universitaria, il Centro Universitario Europeo per i Beni Culturali.
È presente una biblioteca pubblica, presso il convento dei Francescani.

#### Musei
- Museo del Duomo.
- Il Museo "Camo" del corallo, è una tabacchiera del XVIII secolo incrostata di cammei.
- Museo della Torre di Villa Rufolo.

### Cinema
- Subito dopo la fine della seconda guerra mondiale, nel 1949, Ravello fu scelta per girarvi buona parte del film I pirati di Capri (The Pirates of Capri), diretto dai registi Edgar G. Ulmer e Giuseppe Maria Scotese, con Louis Hayward, Binnie Barnes, Mariella Lotti, Massimo Serato e Eleonora Rossi Drago.
- Nel secondo dopoguerra Ravello e Maiori sono state immortalate in numerose pellicole di Roberto Rossellini.
- Nel 1953 è stata scelta per l'ambientazione del film Il tesoro dell'Africa, diretto da John Huston, con Humphrey Bogart, Peter Lorre e Gina Lollobrigida.
- Il film action movie Mr e Mrs Smith fu girato anche ad Amalfi e Ravello.
- Nel 2017 è stato girato a Ravello il film Gore, dedicato alla vita del grande scrittore e saggista americano Gore Vidal, interpretato dal premio Oscar Kevin Spacey, diretto da Michael Hoffman (The Last Station) e prodotto da Netflix.

### Eventi
Ravello ospita ogni anno il famoso Ravello Festival, dedicato a Richard Wagner. Benché la leggenda dica che la visita a Ravello ispirò Wagner per la creazione del Parsifal, in realtà quando visitò la città Wagner aveva già completato la partitura e si stava dedicando in quel periodo all'orchestrazione e alla ricerca di riferimenti per l'allestimento scenico. A Villa Rufolo Wagner e i suoi collaboratori trovarono un ambiente spettacolare e in particolare rimasero così meravigliati dalla bellezza dei giardini che decisero di ispirarvisi per le scenografie dell'opera. Questo legame fra la villa e il compositore ha portato prima alla creazione dei Concerti Wagneriani a villa Cimbrone, che ora non si tengono più, e poi alla creazione del Ravello Festival nel 1953 a Villa Rufolo.
Altri concerti vengono promossi dalla Ravello Concert Society.

## Economia

### Artigianato
Tra le attività più tradizionali vi sono quelle artigianali, che pur non essendo diffuse come nel passato non sono del tutto scomparse. Si distinguono l'arte della ceramica e dell'intreccio.

## Infrastrutture e trasporti

### Strade
- Strada statale 163 Amalfitana.
- Strada Regionale 373 ex SS 373 di Ravello.
- Strada Provinciale 1 Innesto SP 20 (Ravello)-Innesto SP 2 (Valico di Chiunzi)
- Strada Provinciale 20 Bivio Ravello-Scala-Minuta

## Amministrazione

### Sindaci
| Periodo          | Periodo         | Primo cittadino      | Partito                          | Carica                    | Note                                             |
| ---------------- | --------------- | -------------------- | -------------------------------- | ------------------------- | ------------------------------------------------ |
| 23 aprile 1995   | 9 luglio 1996   | Salvatore Di Martino | lista civica                     | Sindaco                   |                                                  |
| 10 luglio 1996   | 30 agosto 1996  | Maria Santorufo      | -                                | commissario prefettizio   |                                                  |
| 17 novembre 1996 | 19 giugno 1998  | Paolo Imperato       | centro                           | Sindaco                   | Operazioni di voto dal 1998 sono state annullate |
| 19 giugno 1998   | 28 maggio 2006  | Secondo Amalfitano   | centro                           | Sindaco                   |                                                  |
| 29 maggio 2006   | 26 ottobre 2010 | Paolo Imperato       | lista civica                     | Sindaco                   |                                                  |
| 26 ottobre 2010  | 15 maggio 2011  | Salvatore Grillo     | -                                | commissario straordinario |                                                  |
| 16 maggio 2011   | 5 giugno 2016   | Paolo Vuilleumier    | lista civica Insieme per Ravello | Sindaco                   |                                                  |
| 5 giugno 2016    | 3 ottobre 2021  | Salvatore Di Martino | lista civica Rinascita Ravellese | Sindaco                   |                                                  |
| 4 ottobre 2021   | in carica       | Paolo Vuilleumier    | lista civica Insieme per Ravello | Sindaco                   |                                                  |

### Altre informazioni amministrative
Le competenze in materia di difesa del suolo sono delegate dalla Campania all'Autorità di bacino regionale Destra Sele.